# Méry (Savoie)
Méry ist eine französische Gemeinde mit 2143 Einwohnern (Stand 1. Januar 2022) im Département Savoie in der Region Auvergne-Rhône-Alpes. Sie gehört zum Arrondissement Chambéry und ist Mitglied im Gemeindeverband Communauté d’agglomération Grand Lac. Die Bewohner werden Mérolains und Mérolaines genannt.

## Geographie
Méry liegt auf 360 m, etwa neun Kilometer nördlich der Stadt Chambéry (Luftlinie). Das Dorf erstreckt sich im Nordwesten des Département Savoie, am westlichen Rand des Massivs der Bauges und am Fuß des Mont Revard, leicht erhöht am Rand einer Talebene, die parallel zur Talsenke von Chambéry verläuft, nahe dem Lac du Bourget.
Die Fläche des 9,07 km² großen Gemeindegebiets umfasst einen Abschnitt im Alpenvorland. Der Hauptteil des Gebietes wird von einer breiten, ehemals sumpfigen Senke eingenommen, die vom Tillet nach Norden zum Lac du Bourget entwässert wird. Im Westen verläuft die Grenze entlang dem kanalisierten Tillet. Von hier erstreckt sich das Gemeindeareal ostwärts über die 1,5 km breite Talebene und den leicht ansteigenden Hang von Méry. Daran schließt sich der bewaldete Steilhang (Bois du Fournet) des Mont Revard an. Dieser Steilhang wird von einer markanten Felswand überragt, deren Oberkante die östliche Grenze bildet. Hier wird mit rund 1000 m die höchste Erhebung von Méry erreicht.
Zu Méry gehören neben dem eigentlichen Ortskern auch mehrere Weilersiedlungen und Gehöfte, darunter:
- Les Jacquiers (285 m) in der Talebene des Tillet
- Fournet (310 m) am Fuß des Mont Revard

Nachbargemeinden von Méry sind Drumettaz-Clarafond im Norden, Verel-Pragondran im Osten sowie Sonnaz und Viviers-du-Lac im Westen.

## Geschichte
Die erste urkundliche Erwähnung von Méry erfolgte bereits im 9. Jahrhundert unter dem Namen Mariacum. Im 12. Jahrhundert überließ der Bischof von Grenoble die Ortschaft dem Priorat von Saint-Jeoire, und im 13. Jahrhundert kam Méry in den Besitz des Klosters Hautecombe.

## Sehenswürdigkeiten
Die Dorfkirche von Méry wurde im 19. Jahrhundert erbaut. Am Waldrand oberhalb des Dorfes steht das Château Revers mit einer Kapelle.

## Bevölkerung
| Jahr                       | 1962 | 1968 | 1975 | 1982 | 1990 | 1999 | 2006 | 2016 |
| Einwohner                  | 425  | 410  | 391  | 591  | 666  | 1183 | 1274 | 1706 |
| Quellen: Cassini und INSEE |      |      |      |      |      |      |      |      |

Mit 2143 Einwohnern (Stand 1. Januar 2022) gehört Méry zu den kleineren Gemeinden des Département Savoie. Nachdem die Einwohnerzahl in der ersten Hälfte des 20. Jahrhunderts rückläufig war, wurde seit Mitte der 1970er Jahre dank der attraktiven Wohnlage wieder eine markante Bevölkerungszunahme verzeichnet. Seither hat sich die Einwohnerzahl verdreifacht.

## Wirtschaft und Infrastruktur

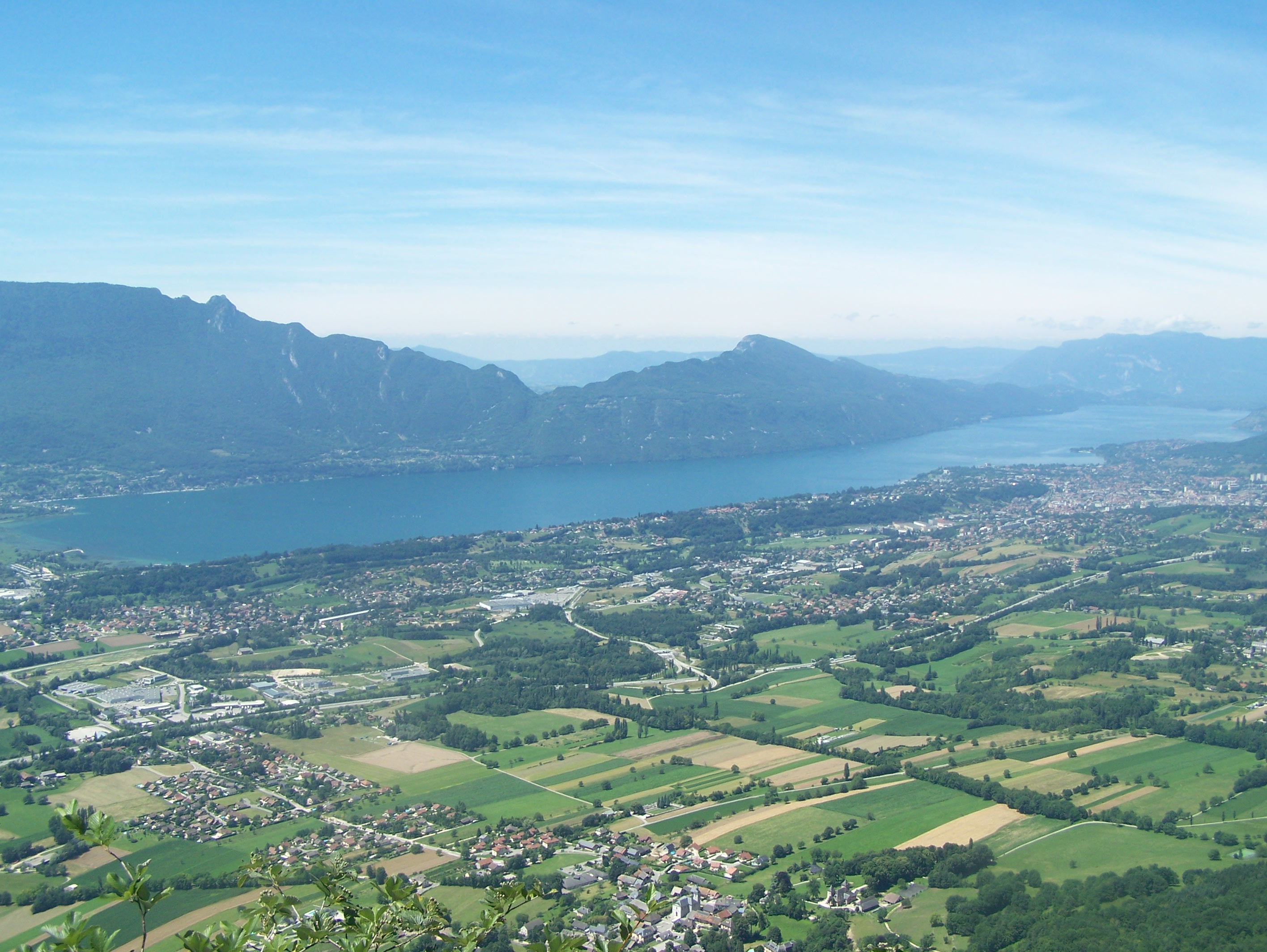
Die Region um den Lac du Bourget mit Méry im Vordergrund, dem Gewerbepark Savoie Hexapole jenseits der Autobahn A41 und der Stadt Aix-les-Bains am rechten Bildrand

Méry war bis weit ins 20. Jahrhundert hinein ein vorwiegend durch die Landwirtschaft geprägtes Dorf. Dank seiner zentralen Lage im Großraum Aix-les-Bains–Chambéry sind im Bereich der Gemeinde inzwischen über Tausend Arbeitsplätze entstanden vor allem in dem 1999 eröffneten, interkommunalen Industrie- und Gewerbepark Savoie Hexapole. Gleichzeitig hat sich das Dorf zur Wohngemeinde entwickelt, und die Mehrheit der im Dorf ansässigen Erwerbstätigen sind Wegpendler, die im Raum Chambéry ihrer Arbeit nachgehen.
Die Ortschaft ist verkehrsmäßig gut erschlossen. Sie liegt an einer Departementsstraße, die von Chambéry nach Mouxy führt. Weitere Straßenverbindungen bestehen mit Sonnaz und Viviers-du-Lac. Der nächste Anschluss an die Autobahn A41, welche das Gemeindegebiet durchquert, befindet sich in einer Entfernung von rund 6 km.